# 禰津御寮人
禰󠄀津御寮人（ねづごりょうにん、大永7年（1527年）? - ?）は、戦国時代の女性。甲斐武田氏の当主武田晴信（信玄）の側室。信濃国小県郡（現長野県東御市祢津）の国衆である禰󠄀津元直の娘。出子に武田信清がいる。
武田晴信は天文11年（1542年）に家督を相続し、同年には信濃諏訪氏を征服し信濃侵攻を本格化させる。晴信には天文5年に輿入れした正室三条夫人のほか、側室として天文11年末に輿入れした信濃諏訪氏の娘（諏訪御料人）、武田一族の油川氏の娘（油川夫人）がいる。
禰󠄀津氏は天文12年（1543年）に武田方に帰属しており、『高白斎記』に拠れば「天文12年12月15日条に禰津より息女が晴信に入嫁した」としている。これを禰󠄀津御寮人の入嫁記事とする説もあるが、禰󠄀津御寮人の出子は永禄3年（1560年）出生の信清が確認されるため、これは諏訪御料人を指すものと考えられている。一方、黒田基樹は信清の母を元直の嫡男・信直（常安）の娘とする所伝にあることについて誤伝ではなく、天文12年に入嫁したのは禰津御寮人で間違いなく、彼女とは別に彼女の死後に信直の娘（すなわち、御寮人の姪）が信玄の妻となり、信清を生んだとしている。
その後の動向は不明であるが、信清は幼くして僧籍に入ったものの勝頼の命で還俗し、武田家滅亡の後に異母姉・菊姫が上杉景勝の正室となっていた縁を頼り、上杉家に高家と遇されて仕えることになる。

## 創作作品における扱い
実名は伝わっていないが、新田次郎の小説『武田信玄』では「里美」という名が与えられている。